# Talbot Samba
Pour les articles homonymes, voir Samba.
 (avril 2023).
Si vous disposez d'ouvrages ou d'articles de référence ou si vous connaissez des sites web de qualité traitant du thème abordé ici, merci de compléter l'article en donnant les références utiles à sa vérifiabilité et en les liant à la section « Notes et références ».
La Talbot Samba est un modèle de véhicule automobile français produit par le groupe PSA Peugeot Citroën dans les années 1980 ; ce fut la dernière tentative du groupe pour sauver la marque Talbot (ex-Simca).
Sur une plate-forme commune avec la Peugeot 104, la Samba est une version raccourcie de la 104 berline dont la structure a néanmoins été considérablement modifiée.
La gamme Samba est équipé du « moteur X » de la Française de Mécanique.
La Samba est sortie fin 1981 en version LS et GL. En 1982, sont apparus le cabriolet dessiné et produit par Pininfarina puis la version Rallye.
La production de la Samba a été arrêtée en 1986 lors de l'abandon de la marque Talbot : « Le Lion (Peugeot) a définitivement mangé l'Hirondelle (Simca) ».

## Samba Rallye
Elle a été déclinée dans une version sportive, largement engagée en rallyes.

## Versions
- Modèle de base, complète les Samba LS et GL en 1985 et les remplace en 1986 : 954 cm3, 45 ch et 129 km/h.
- AS (1983-1985) affaires et société, dépourvue de banquette arrière : mécanique des Samba LS et GL.
- LS et GL (1981-1985) : 1 124 cm3, 50 ch et 143 km/h ; consommation 4,6 l/100 km à 90 km/h
- GLS (1982-1984) : 1 360 cm3, 72 ch avec un carburateur double corps (1982-1983) ou 80 ch avec deux carburateurs simple corps (1983 - 1984), 159 et 168 km/h.
- Cabriolet (1982-1986) : mêmes motorisations que la Samba GLS sauf (1982-1984) pour le 72 ch et (1983-1986) pour le 80 ch, 157 et 163 km/h.
- Rallye 80 hp (1985) : même motorisation que la Samba GLS 80 ch.
- Rallye 90 hp (1983-1985) : 1 219 cm3 et 90 ch avec deux carburateurs double corps, 176 km/h.
- Sympa (1983-1986) et Bahia (1984-1986) : séries spéciales qui reprennent la mécanique des Samba LS et GL.

## La Samba aujourd'hui
Courant 2014 a été créé, sur internet, le site du club Talbot Samba où se rassemblent les passionnés de ce modèle mythique des années 1980 dans le segment des petites citadines et petites sportives.